# Pheidole nitidula
Pheidole nitidula är en myrart som beskrevs av Carlo Emery 1888. Pheidole nitidula ingår i släktet Pheidole och familjen myror.

## Underarter
Arten delas in i följande underarter:
- P. n. daguerrei
- P. n. nitidula
- P. n. pampana
- P. n. perversa
- P. n. richteri
- P. n. silvicola
- P. n. strobeli